# Región de Žilina
La región de Žilina (en eslovaco, Žilinský kraj) es una región administrativa (kraj) de Eslovaquia. Según el censo de 2021, tiene una población de 691 613 habitantes.
La región limita al noroeste con la República Checa, al norte con Polonia, al este con la región de Prešov, al suroeste con la región de Trenčín y al sur con la región de Banská Bystrica. 
La región de Žilina es la más turística de las ocho regiones eslovacas, gracias a la belleza de su paisaje, constituido principalmente por montañas y valles. En la región también se concentra la industria electrotécnica de Eslovaquia.[cita requerida]

## Demografía
| Año        | 1994    | 2004    | 2014    | 2024    |
| ---------- | ------- | ------- | ------- | ------- |
| Población  | 682 983 | 694 129 | 690 449 | 686 063 |
| Diferencia |         | +1,63 % | −0,53 % | −0,63 % |

| Año        | 2023    | 2024    |
| ---------- | ------- | ------- |
| Población  | 687 174 | 686 063 |
| Diferencia |         | −0,16 % |

## Distritos

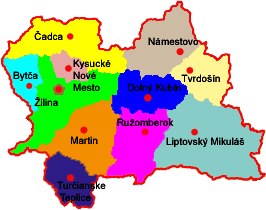
Distritos de la región de Žilina.

La región de Žilina se subdivide en 11 distritos (en eslovaco, okresy):
- Distrito de Bytča
- Distrito de Čadca
- Distrito de Dolný Kubín
- Distrito de Kysucké Nové Mesto
- Distrito de Liptovský Mikuláš
- Distrito de Martin
- Distrito de Námestovo
- Distrito de Ružomberok
- Distrito de Turčianske Teplice
- Distrito de Tvrdošín
- Distrito de Žilina

### Municipios
Cuenta con 315 municipios.